# خط طول 135° شرق

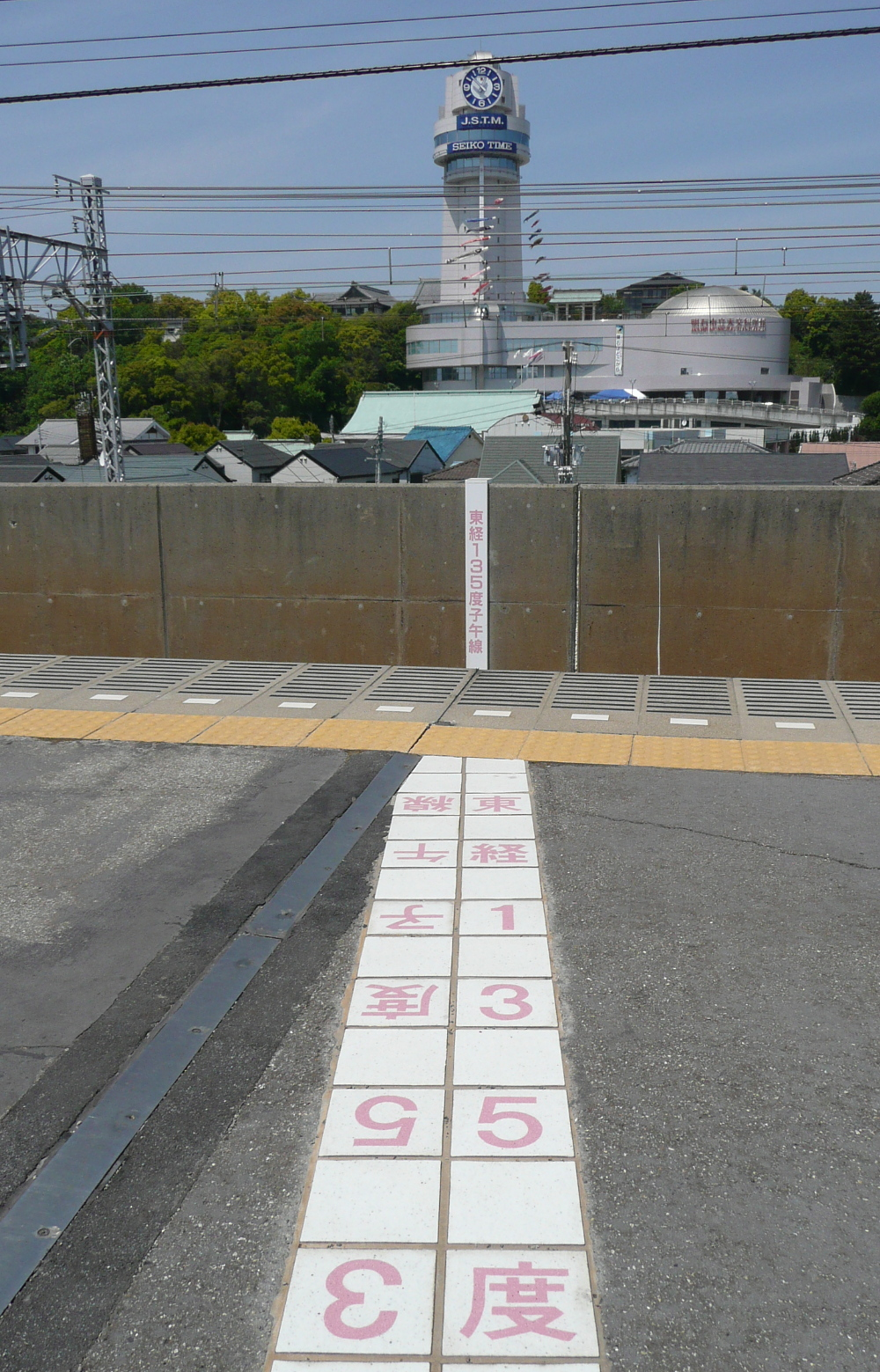
منصة محطة هيتوماروماي عند خط الطول 135 درجة شرقًا

خط طول 135° شرق هو أحد خطوط الطول الجغرافية، والتي تمتد من القطب الشمالي الجغرافي إلى القطب الجنوبي الجغرافي، وحسب التحويل الزمني يتقدم خط طول 135° شرق عن خط غرينتش بـ9 ساعات و0 دقائق.

## من القطب إلى القطب
ينطلق خط طول 135° شرق من القطب الشمالي نحو القطب الجنوبي مرورا بالمناطق التي ترد في الجدول التالي:
| الإحداثيات                           | البلد أو الإقليم أو البحر | ملاحظات |
| ------------------------------------ | ------------------------- | --- |
| 90°0′N 135°0′E / 90.000°N 135.000°E  | المحيط المتجمد الشمالي    | |
| 76°40′N 135°0′E / 76.667°N 135.000°E | بحر لابتيف                | |
| 71°30′N 135°0′E / 71.500°N 135.000°E | روسيا                     | ياقوتيا خاباروفسك كراي — من 59°6′N 135°0′E / 59.100°N 135.000°E الأوبلاست اليهودية الذاتية — من 48°42′N 135°0′E / 48.700°N 135.000°E, مرورا بغرب خاباروفسك (في 48°25′N 135°7′E / 48.417°N 135.117°E) Khabarovsk Krai — من 48°21′N 135°0′E / 48.350°N 135.000°E بريمورسكي كراي — من 47°11′N 135°0′E / 47.183°N 135.000°E |
| 43°27′N 135°0′E / 43.450°N 135.000°E | بحر اليابان               | |
| 35°41′N 135°0′E / 35.683°N 135.000°E | اليابان                   | جزيرة هونشو — كيوتو (محافظة) — هيوغو (محافظة) — من 35°32′N 135°0′E / 35.533°N 135.000°E — Kyoto Prefecture — من 35°23′N 135°0′E / 35.383°N 135.000°E — Hyōgo Prefecture — من 35°17′N 135°0′E / 35.283°N 135.000°E أواجي (جزيرة) — من 34°36′N 135°0′E / 34.600°N 135.000°E — Hyōgo Prefecture                            |
| 34°33′N 135°0′E / 34.550°N 135.000°E | خليج أوساكا               | |
| 34°17′N 135°0′E / 34.283°N 135.000°E | المحيط الهادئ             | مرورا بشرق the جزيرة جزيرة نومفور, إندونيسيا (في 1°2′S 134°59′E / 1.033°S 134.983°E) · مرورا بغرب the جزيرة جزيرة ميوس نوم, إندونيسيا (في 1°30′S 135°6′E / 1.500°S 135.100°E) |
| 3°19′S 135°0′E / 3.317°S 135.000°E   | إندونيسيا                 | جزيرة غينيا الجديدة |
| 4°20′S 135°0′E / 4.333°S 135.000°E   | بحر آرافورا               | مرورا بشرق the جزر آرو, إندونيسيا (في 6°19′S 134°54′E / 6.317°S 134.900°E) |
| 12°13′S 135°0′E / 12.217°S 135.000°E | أستراليا                  | إقليم شمالي (أستراليا) جنوب أستراليا — من 26°0′S 134°59′E / 26.000°S 134.983°E |
| 33°44′S 135°0′E / 33.733°S 135.000°E | المحيط الهندي             | Australian authorities consider this to be part of the المحيط الجنوبي[1][2] |
| 60°0′S 135°0′E / 60.000°S 135.000°E  | المحيط الجنوبي            | |
| 65°21′S 135°0′E / 65.350°S 135.000°E | القارة القطبية الجنوبية   | الإقليم الأسترالي في القارة القطبية الجنوبية، المطالب الإقليمية بالقارة القطبية الجنوبية by أستراليا |